# توهین تمدن ۳
«توهین تمدن ۳» (به انگلیسی: Civilization Phaze III) آلبومی از هنرمند اهل ایالات متحده آمریکا فرانک زاپا است که در سال ۱۹۹۴ میلادی منتشر شد.